# Botor
Botor là một chi thực vật có hoa trong họ Đậu.